# Verner von Heidenstam
Carl Gustaf Verner von Heidenstam, né le 6 juillet 1859, mort le 20 mai 1940, est un écrivain et poète suédois. Il fut membre de l'Académie suédoise de 1912 à 1940 et lauréat du prix Nobel de littérature en 1916.
Heidenstam commence sa carrière d'écrivain en 1888 avec la publication d'un recueil de poèmes, Années de pèlerinage et de vagabondage (Vallfart och vandringsår). Cet ouvrage, qui fait la part belle au romantisme, à l'individualisme et au sensualisme, marque une rupture avec la tradition littéraire réaliste et naturaliste de l'époque. Il constitue une référence pour de nombreux écrivains suédois au cours des années 1890 et au début du XXe siècle. Heidenstam devient ainsi la figure de proue du courant fin-de-siècle en Suède. Son œuvre est traversée par des thématiques nationalistes et historiques.

## Jeunesse
Le membre fondateur de la lignée des von Heidenstam est Per Petersen (1708-1783). Médecin personnel du roi, il est anobli en 1770 et, étant né à Heide, prend le nom de von Heidenstam. Il est le père du grand-père paternel de Verner von Heidenstam. Verner est le fils unique de Nils Gustaf von Heidenstam, ingénieur spécialisé dans la construction de phares, et de Magdalena Charlotta Rütterskjöld. Dans son enfance, il passe ses étés au manoir d'Olshammar (''Olshammarsgården''), au bord du lac Vättern, à 250 kilomètres à l'ouest de Stockholm. C'est aussi à Olshammar qu'il est né, le 6 juillet 1859. En hiver, la famille Heidenstam vit à Stockholm, mais Verner considèrera toujours Olshammar comme la maison de son enfance, et il y retournera souvent à travers ses écrits. Dans son roman autobiographique Hans Alienus, il dépeint une enfance solitaire - alienus signifiant du reste étranger en latin. Le manoir d'Olshammar renferme une grande bibliothèque avec des classiques tels que Xénophon, Tacite ou Plutarque. Parmi les auteurs suédois, il lit Tegnér, Runeberg et Wallin. À Stockholm, la famille Heidenstam vit d'abord rue Johannis Östra Kyrkogata, puis à partir de 1876 au numéro 7 de la rue Karlavägen, en face du parc Humlegården. Heidenstam fréquente l'école Beskowska, située aux numéros 9 et 11 de la rue Engelbrektsgatan, également aux abords du parc Humlegården. Il est d'abord un élève doué, mais en raison de sa mauvaise santé, ses résultats vont en se dégradant. Heidenstam est dyslexique, et il éprouvera toute sa vie des difficultés en orthographe.
En septembre 1876, il a l'occasion de voyager à l'étranger avec son cousin Ernst. Ils se rendent d'abord à Alexandrie, puis au Caire où ils demeurent jusqu'au printemps 1877. Ils retournent ensuite en Suède via la Grèce et l'Italie. En automne 1877, Heidenstam voyage de nouveau, cette fois à Beyrouth, Jérusalem puis une nouvelle fois au Caire. Dans une lettre qu'il adresse à sa mère, il affirme vouloir devenir peintre, un choix de carrière qui lui est vivement déconseillé. Dans ses carnets, il dessine et peint avec application, mais il commence aussi à écrire quelques vers.
Après son mariage avec Emilia Uggla en 1880, il se rend à Rome avec l'ambition de devenir artiste. Le jeune couple est apprécié dans la communauté scandinave locale. En juillet 1881, les deux époux quittent Rome pour Paris, Heidenstam souhaitant étudier la peinture à l'École des Beaux-Arts sous la direction de Jean-Léon Gérôme. Il renonce toutefois rapidement à devenir peintre et en 1882, il se rend avec Emilia à Sanremo où il se consacre à la poésie. Après une courte visite en Suède, d'abord chez ses parents puis à Olshammar à l'été 1883, le jeune couple s'installe dans le canton d'Appenzell en Suisse. À partir de leur domicile de Bühler, ils effectuent de longs séjours en France et en Italie, que Heidenstam relatera dans son livre Du col de Tende à Blocksberg (Från Col di Tenda till Blocksberg).
Au début des années 1880, Heidenstam envoie quelques carnets de poèmes à Zacharias Topelius, et sollicite son opinion. Ses poèmes sont alors essentiellement influencés par le post-romantisme, et notamment par Johan Ludvig Runeberg.

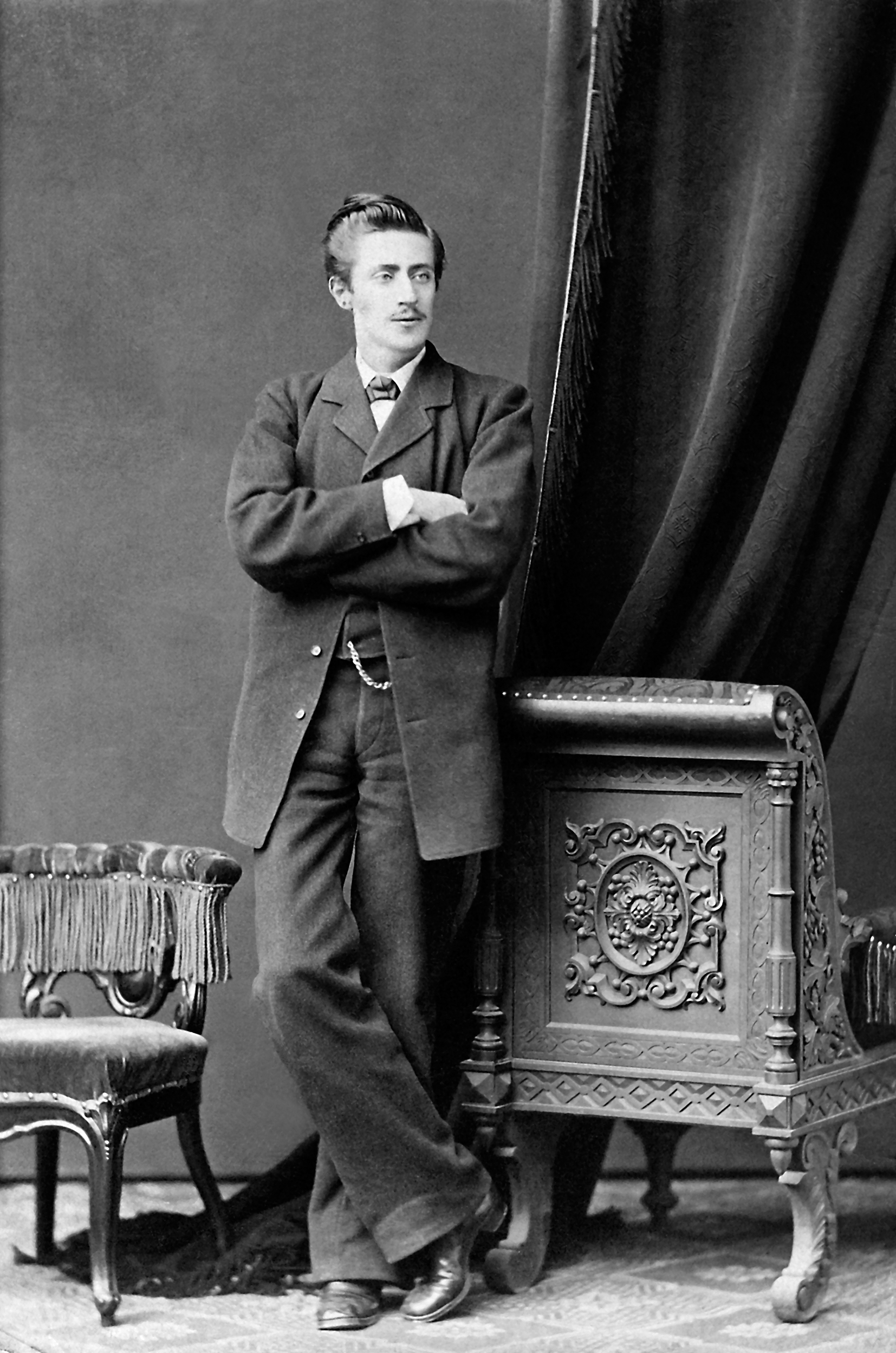
Heidenstam aux environs de ses vingt ans.

Il ne fait guère de doute que la publication par Strindberg du Nouveau Royaume (Det nya riket) en 1882 a un impact considérable sur Heidenstam et l'influence de façon radicale. Ce livre est une attaque en règle contre la société de l'époque. En décembre 1884, un peu après la fin du procès qui fait suite à la publication de Mariés (Giftas), Heidenstam écrit à Strindberg, qui vit alors en Suisse, pour lui faire part de son admiration et pour lui demander son avis sur ses propres poèmes. En février 1885, Strindberg rend visite aux Heidenstam à Bühler, et tous trois voyagent à Rome. C'est le début d'une amitié entre les deux hommes qui va durer plusieurs années. Heidenstam souffre du manque de soutien de sa famille dans ses ambitions d'écrivain, et Strindberg se sent en exil en Suisse. Ensemble, ils séjournent à Paris et dans la colonie artistique suédoise de Grez-sur-Loing. Strindberg lit ses manuscrits à son protégé, mais ce n'est qu'en février 1886 qu'il a pour la première fois l'occasion de lire un texte de Heidenstam. Il fait part de ses réserves dans une lettre qui n'a pas été conservée, mais dont le contenu est certainement dévastateur. Dans sa réponse, Heidenstam tente de se montrer conciliant, mais le ton des échanges devient dès lors moins familier. Lorsque Heidenstam rentre en Suède au printemps 1887, la correspondance s'arrête, et ne reprend que l'année suivante.
Heidenstam a de plus en plus le mal du pays et, son père étant tombé malade, il prend la décision de rentrer en Suède. Il s'installe avec Emilia dans la maison familiale de la rue Karlavägen. La relation père-fils, si difficile pendant sa jeunesse, est à présent apaisée. Son père, qui a longtemps souffert des reins, se suicide le 2 juin. À l'automne 1887, Heidenstam vit toujours rue Karlavägen, et c'est là qu'il achève la rédaction de son premier recueil de poèmes.

## Débuts
Le 26 janvier 1888, l'éditeur Albert Bonniers reçoit la visite de Heidenstam, qui lui affirme que Topelius a lu plusieurs de ses poèmes, et qu'il en pense le plus grand bien. Heidenstam dit également connaître Strindberg. Il laisse un manuscrit, que Karl Otto Bonnier lit en compagnie de son épouse Lisen à son domicile : « Dès la première page, et jusqu'à la dernière, il ne faisait aucun doute que c'est à un poète de premier ordre que nous avions affaire. Cet après-midi fut l'un de ses moments qu'un éditeur n'oublie jamais, mais qui trop peu souvent le gratifie ! »
Le recueil Années de pèlerinage et de vagabondage (Vallfart och vandringsår), publié en 1888, suscite un énorme intérêt. Il représente un véritable attentat contre le naturalisme, prévalent jusqu'alors. Plutôt que la misère sociale et la monotonie du travail industriel, Heidenstam évoque l'amour et l'appétit de jouissance. Les critiques ne tarissent pas d'éloges, Georg Nordensvan affirmant par exemple que « Heidenstam fait preuve avec ce premier recueil d'un art si remarquable, qu'il est d'ores et déjà assuré d'une place parmi les plus grands auteurs suédois. »
Au printemps 1889, Heidenstam publie un roman, Endymion, qu'il décrit dans une lettre adressée à Strindberg comme « une tragédie sans coulisse ni rideau ». L'intrigue en est simple : un père et sa fille, originaires des États-Unis, voyagent au Moyen-Orient en compagnie d'un médecin, chacun des trois personnages incarnant un trait particulier : le père symbolise le réalisme, le docteur agit avec cynisme et juge l'Orient avec mépris, tandis que la fille fait preuve d'un esprit ouvert et romantique.  Elle fait la rencontre d'un jeune homme, nationaliste et révolutionnaire, pour qui elle éprouve une attraction semblable à celle qu'elle ressent pour l'Orient tout entier. Pour Heidenstam, l'Orient est un lieu où on l'on vit au jour le jour, tandis que le futur appartient au réalisme occidental.
En 1889, Heidenstam publie un manifeste intitulé Renaissance (Renässans) dans lequel il affirme que le naturalisme (qu'il appelle « réalisme de cordonnier », skomakarrealism) a vécu. Pour l'écrivain, un auteur désireux d'innover doit s'affranchir des formes stylistiques surannées et n'a pas besoin de se répéter. En filigrane, Heidenstam se pose en porte-parole et leader d'un nouveau mouvement littéraire.

## Écrivain

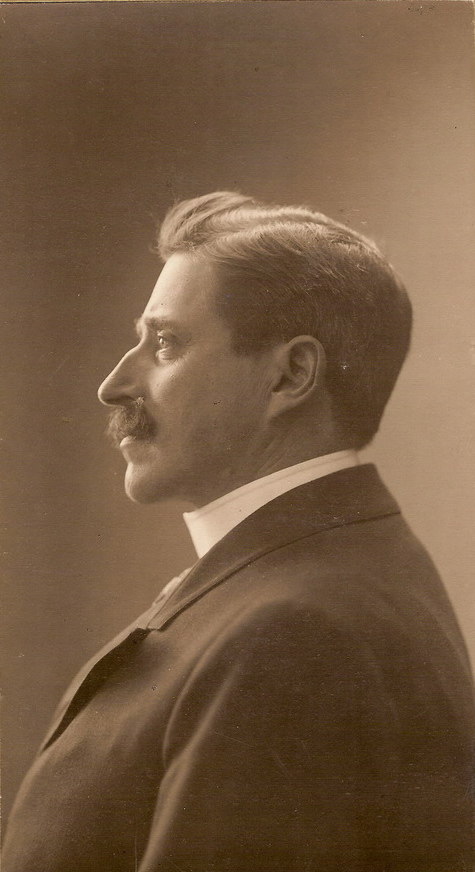
Heidenstam au début du XXe siècle.

Pour Heidenstam, les années 1890 représentent une décennie de travail intense, consacrée tant à l'écriture de livres qu'à la rédaction d'articles dans les journaux. En juillet 1890, il écrit à son éditeur Karl Otto Bonnier, affirmant qu'étant pleinement occupé par l'écriture d'un nouveau livre, Hans Alienus, il a besoin d'une avance conséquente. Même si ses livres précédents ne se sont vendus qu'à quelques milliers d'exemplaires, Albert Bonniers consent à lui verser 5 000 couronnes. Écrit dans un mélange de poésie et de prose, Hans Alienus se refuse à toute classification dans un genre littéraire bien défini. De toute évidence, le livre est basé sur la propre vie de Heidenstam qui, menant un jour une vie paisible en Suisse avec son épouse, se voit propulsé le lendemain sur le devant de la scène littéraire et mondaine. Hans Alienus est un être à part, qui prend la route pour fuir un père trop rigide. Arrivé à Rome, il est chargé par le pape d'aller représenter le Saint-Siège au royaume souterrain du roi Sardanapale. Les siècles s'écoulent, et il devient empereur de Rome et seconde Dieu quand celui-ci est en congé. Mais le bonheur lui échappe : les biens matériels ne lui procurent aucune satisfaction, et l'épicurisme dont il se revendique se révèle vide de sens. Il retourne finalement au domicile familial, pour se réconcilier avec ce père qui l'a tant fait souffrir. La critique réserve un accueil plus que mitigé au livre, mais personne, en dehors de l'académicien Carl David af Wirsén, ne veut affirmer qu'il est mauvais. Pour l'éditeur, ce n'est en tout cas pas une affaire glorieuse : le premier tirage de 2500 exemplaires mettra 18 ans à s'écouler.
Au printemps 1896, Heidenstam voyage sur les traces du roi Charles XII à Constantinople, Bendery, Poltava, Moscou et Saint-Pétersbourg, avant de  s'attaquer à son nouveau projet, un livre en deux tomes consacré au monarque. À l'été 1896, il demande une avance de 16 000 couronnes à son éditeur Karl Otto Bonnier, qui qualifie ce montant de « fabuleux ». Le livre, intitulé Les Carolins (Karolinerna), est publié en 1897 et connait un grand succès, les différentes éditions se vendant à plus de 120 000 exemplaires. Heidenstam y décrit la campagne de Charles XII en Russie, la défaite à Poltava et l'exil à Constantinople. Il y décrit cette campagne au travers de ceux qui y ont participé, allant du roi jusqu'au simple soldat. En lieu et place du héros de légende créé par Esaias Tegnér, Heidenstam donne au roi Charles XII  un visage humain. Le premier t. du livre est accueilli par des critiques essentiellement négatives, tandis que le deuxième reçoit un accueil plus positif. Avec les années, Les Carolins deviendront une lecture obligée pour les écoliers suédois. Avec ce livre, Heidenstam devient la figure de proue du mouvement fin-de-siècle en Suède.
Heidenstam enchaîne alors avec d'autres récits historiques. Sainte Brigitte, dont il a entendu conter les aventures dans son enfance à Olshammar, devient le personnage principal de son roman Le Pèlerinage de Sainte Brigitte (Heliga Birgittas pilgrimsfärd). Dans ce livre, il décrit la religieuse comme une femme sans scrupule qui trahit famille et amis pour atteindre ses buts. Heidenstam se reconnait sans doute dans cette description, car il accompagne l'exemplaire qu'il envoie à l'écrivain Axel Lundegård de l'annotation « portrait de l'auteur en bonne femme ». Lorsque le livre est publié en 1901, l'accueil est une fois de plus mitigé.
En novembre 1903, Heidenstam entame l'écriture d'un nouveau roman, Folke Filbyter. Dans cette biographie d'un personnage légendaire, fondateur d'une dynastie qui régna sur la Suède au XIIIe siècle et XIVe siècle, c'est encore sa propre vie que l'écrivain met en scène. Persuadé qu'il ne pourra jamais tomber amoureux, Folke Filbyter  rencontre pourtant une princesse naine avec qui il se marie. Toujours d'humeur joyeuse, elle met la joie dans son foyer. Les années passent, et Folke devient un grand seigneur, ainsi que le père de trois enfants. Un jour, son petit-fils, dont il a la garde, est enlevé par un prêtre. Folke se lance à sa recherche, mais lorsqu'il parvient enfin à le retrouver des années plus tard, il a devant lui un adulte qui le traite avec mépris. Folke Filbyter meurt finalement, abandonné de tous, si ce n'est de ses serviteurs. En 1907, Heidenstam publie une suite, L'Héritage des Bjälbo (Bjälboarvet). Le livre se déroule au XIIIe siècle et décrit les conflits qui opposent Birger Jarl à ses fils Valdemar et Magnus. L'écrivain a en tête l'écriture d'un troisième roman, basé sur les événements du banquet de Nyköping, mais ce livre ne verra jamais le jour.
En 1906, la maison Bonnier commence la publication du roman de Selma Lagerlöf, Le Merveilleux Voyage de Nils Holgersson à travers la Suède. Ce livre, conçu à l'origine comme un manuel de géographie à l'usage des écoliers, est un grand succès de librairie. Fridtjuv Berg et  Alfred Dalin, qui sont à l'origine du projet, souhaitent voir Bonnier publier un livre équivalent sur l'histoire de Suède. La tâche en incombe à Heidenstam, qui se lance dans la rédaction des Suédois et leurs chefs (Svenskarna och deras hövdingar) avec beaucoup de bonne volonté. Berg et Dalin lui interdisent toute velléité d'embellissement ou de dramatisation. À l'instar de Lagerlöf, Heidenstam estime qu'il est impossible d'intégrer l'ensemble du programme scolaire dans un texte littéraire. Gedin (2006) estime que « c'est un texte plat, d'où sont absents non seulement l'imagination, mais aussi la bonne humeur de Heidenstam, sa roublardise et son culot parfois déroutant ». Paru en 1908, ce livre sera le dernier roman de Heidenstam, et après Nouveaux poèmes (Nya dikter, 1915), sa carrière littéraire est de fait terminée.

## Relations avec ses contemporains
Nombre d'écrivains « fin-de-siècle », et d'autres personnalités de la scène culturelle suédoise, gravitent dans le même milieu. Heidenstam a donc l'occasion de les rencontrer à de nombreuses reprises, voire de les fréquenter. Il semble être particulièrement influencé par ses relations avec Gustaf Fröding et August Strindberg. Tous deux sont pendant un temps des proches, mais l'amitié tourne vite au chaos. En plus d'être collègues, ils sont en effet des rivaux, dont les origines sociales et les aspirations divergent.

### Gustaf Fröding

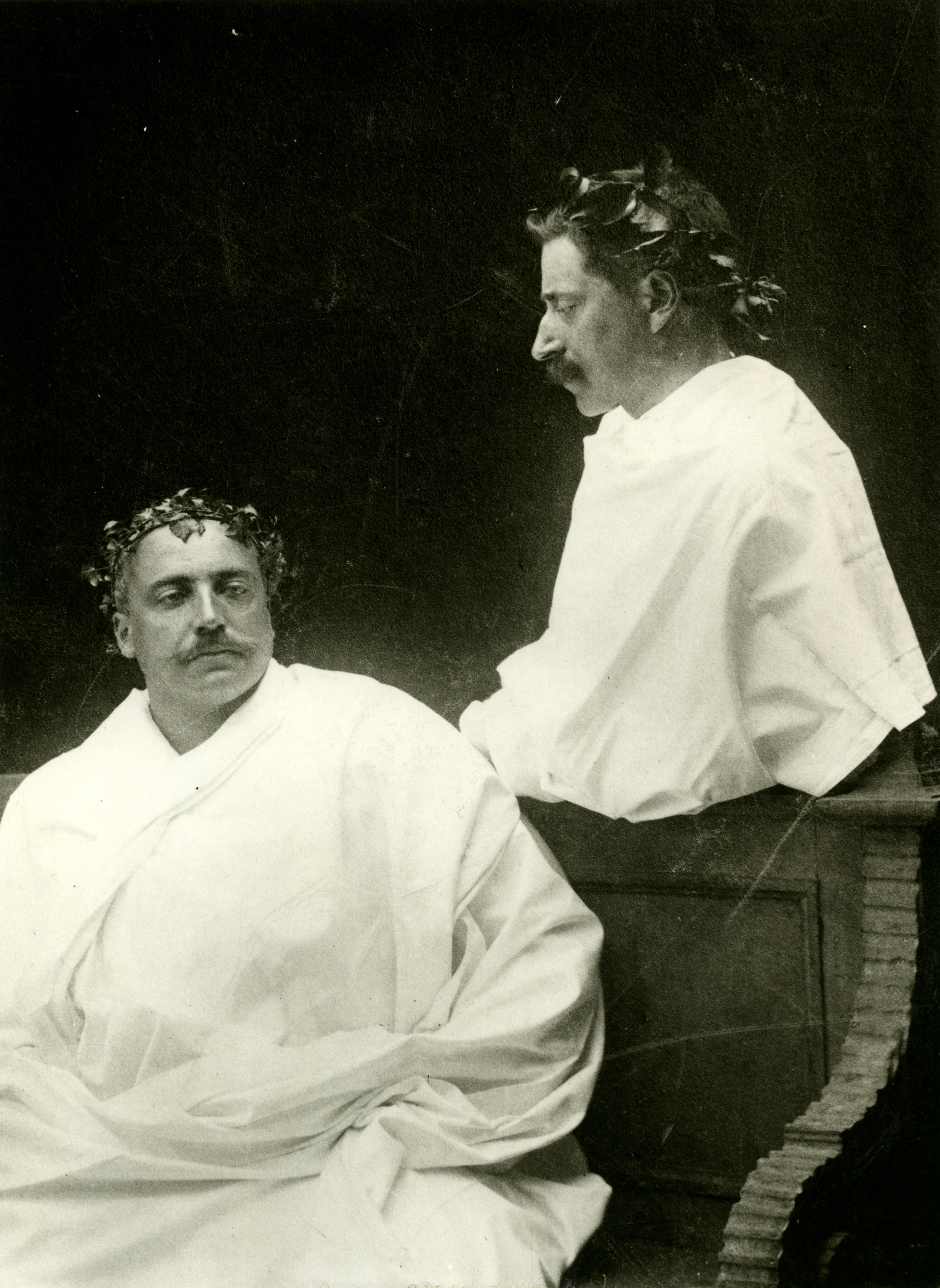
Fröding et Heidenstam, vêtus de toges, en 1896.

En 1891, Gustaf Fröding débute avec un recueil de poèmes intitulé Guitare et accordéon (Guitarr och dragharmonika) qui est accueilli favorablement par la critique. Fröding, qui vénère Heidenstam, attend néanmoins l'automne 1894 pour lui adresser un premier courrier : « vous savez que je vous estime plus que tout autre écrivain suédois ». À l'été 1896, Heidenstam invite Fröding et sa sœur Cecilia à son mariage sur l'île Blå Jungfrun.
Quelques semaines plus tard, Fröding rend visite à Heidenstam, qui passe l'été à Sandhamn avec des amis, entre autres Birger Mörner, J.A.G. Acke et Albert Engström. Fröding a reçu de son éditeur, Albert Bonniers, une lettre lui conseillant de supprimer certains vers d'un poème intitulé Un rêve matinal (En morgondröm), qui fait partie d'un recueil à paraître. Ce poème relate, de façon explicite, un rapport sexuel. Fröding en a sur lui une copie, dont Heidenstam fait la lecture à ses amis. Tous exhortent Fröding à ne rien supprimer. Fort de ce soutien unanime, Fröding renvoie la copie à son éditeur sans y faire la moindre concession, et fait mention de Heidenstam pour appuyer son choix. Au mois de septembre-octobre, le recueil de poèmes est publié. Il suscite une vive polémique dans la presse qui s'insurge contre Fröding et son éditeur. Le 9 octobre, Fröding est inculpé.
Heidenstam tente dans les semaines qui suivent de prendre ses distances vis-à-vis de Fröding. Parmi les journaux qui crient au scandale, Aftonbladet, malgré un registre virulent, concède que Fröding est « le plus grand poète suédois en activité », tout en qualifiant ceux qui l'ont poussé à publier un tel poème de « divinités de second ordre ». Heidenstam semble particulièrement meurtri par ces accusations. Dans une lettre adressée à ses amis, il s'emploie à minimiser son rôle, et va même jusqu'à regretter de ne pas être intervenu pour empêcher la publication. « En définitive, c'est moi qui suis blessé par les propos d'Aftonbladet, et j'ai peine à comprendre l'idolâtrie superstitieuse qu'ont les Suédois pour la poésie de bas étage. » Dans une autre lettre, il estime tout bonnement que Fröding est un piètre écrivain. Au terme de son procès, Fröding est relaxé.
Lorsque Fröding s'enfonce dans la folie, Heidenstam fait toutefois de son mieux pour subvenir à ses besoins et à ceux de sa sœur Cecilia. À la fin de l'année 1898, Fröding est admis à l'hôpital d'Uppsala, et ce sont Heidenstam et Birger Mörner qui prennent en charge les frais d'hospitalisation. Heidenstam réunit également 1 100 couronnes qu'il fait parvenir à Cecilia Fröding. Plus tard, il rend visite à Fröding lorsque le poète est pensionnaire d'une maison de repos à Stockholm. Enfin, le 12 février 1911, lors des obsèques de Fröding à l'église Sainte-Claire de Stockholm, la chorale Orphei Drängar interprète un poème de Heidenstam mis en musique par Hugo Alfvén,,,  :
Ils s'en vont,

ils avancent en silence

l'un après l'autre au royaume des ombres.

### August Strindberg
Les relations avec Strindberg sont délicates. Lors de la sortie d'Années de pèlerinage et de vagabondage (Vallfart och vandringsår) en 1888, Heidenstam en envoie un exemplaire à Strindberg, qui vit alors au Danemark. « Je ne saurais prophétiser l'accueil que recevra un tel ouvrage. Le côté mystique/démoniaque saura sans doute tromper quelques critiques, mais tout dépendra de la conjoncture ». À mesure que le livre est encensé par la critique, Strindberg s'inquiète de voir Heidenstam prendre sa place au firmament de la scène littéraire suédoise. Il n'hésite plus à critiquer Heidenstam ouvertement. De son côté, Heidenstam commence aussi à dénoncer la littérature naturaliste, dont Strindberg, avec Mademoiselle Julie ou encore Le Père, est devenu la figure de proue. La tension monte encore lorsque, dans une lettre qu'il adresse à l'écrivain Ola Hansson, Strindberg accuse Heidenstam de plagiat. Heidenstam continue malgré tout à écrire à Strindberg, qui lui répond avec froideur, voir avec mépris. C'est finalement Strindberg qui, en mars 1890, met fin à leur correspondance.
Strindberg semble particulièrement inquiet de perdre sa place au firmament de la poésie suédoise. Pour le 50e anniversaire de Heidenstam en 1909, la presse ne tarit pas d'éloge, le quotidien Aftonbladet proposant entre autres de nommer Heidenstam poète national. Au printemps 1910, Strindberg publie une série d'articles dans le quotidien Afton-Tidningen dans lesquels il s'attaque avec véhémence au courant fin-de-siècle : Heidenstam, Levertin et Ellen Key. Il qualifie la poésie de Heidenstam d'« immondice » : « Nous n'y trouvons pas seulement une esthétique grandiloquente, d'où est absente même la poésie de notre enfance, au milieu des caresses et des câlins, Weltschmerz et fausse tuberculose, pas la moindre trace de joie de vivre ou d'audace ». Il insinue même que l'un des contradicteurs de Heidenstam est mort assassiné (Afton-Tidningen du 11 juin 1910). Le plan de bataille de Strindberg, qui peut paraitre confus et inconséquent de prime abord, est sur certains points très à propos. Il relie le mouvement fin-de-siècle à l'établissement conservateur suédois, et accuse ses membres d'user de leur position au sein de la scène littéraire pour contraindre au silence les écrivains plus polémistes, réalistes et libres penseurs, dont Strindberg lui-même fait partie.
Dans les articles suivants, Strindberg s'attaque à la monarchie, au théâtre dramatique royal, à l'Académie suédoise et au réarmement. Cette campagne est sévèrement jugée par la presse bourgeoise, mais il a le soutien des journaux sociaux-démocrates, qui le qualifient de « plus grand écrivain suédois » et de grand innovateur. Petit à petit, une collecte travailliste se met en place pour lui offrir un montant équivalent au prix Nobel qu'il n'a jamais reçu. Le débat se polarise lorsque Strindberg le radical est comparé à Heidenstam, considéré comme conservateur. Cette opposition est mise en avant alors même que Heidenstam se refuse à intervenir dans la polémique. Considérant qu'« il est inutile de répondre à un ivrogne qui aboie des menaces », Heidenstam laisse le débat au rédacteur culturel du journal Svenska Dagbladet, Fredrik Böök. Conservateur, Böök, est réticent à mettre en avant le propre radicalisme de Heidenstam, et il devient lui-même rapidement l'une des cibles privilégiées des attaques de Strindberg. Rudolf Kjellén, vétéran de la scène politique et parlementaire conservateur, qualifie Strindberg d''« agitateur en culotte courte » et lui reproche d'insulter l'âme nationale, tandis que Heidenstam et Sven Hedin (autre cible des attaques de Strindberg) sont selon lui les représentants de la galanterie et de l'audace dans la culture suédoise.
Il faut attendre février 1911 pour voir Heidenstam se défendre enfin à travers une série d'articles publiés dans la presse. Il s'y positionne résolument dans le camp conservateur, accusant Strindberg d'« écrire pour les opprimés ». Les écrivains de la nouvelle génération, comme Ludvig Nordström et Hans Larsson, prennent fait et cause pour Strindberg. Hjalmar Branting, leader du parti social-démocrate et futur premier ministre, publie une tribune dans laquelle il qualifie Heidenstam d'« antisocialiste ».
Selon Gedin (2006), Strindberg retrouve au terme de cette querelle sa position au faîte de la littérature suédoise, tandis que Heidenstam est relégué au statut de figure de proue de la droite conservatrice. Sa position est certes renforcée aux yeux des conservateurs tels que Fredrik Böök ou Sven Hedin, mais les écrivains de la jeune génération le considèrent comme une figure du passé.

## Homme à femmes
Heidenstam, qui est ce qu'il convient d'appeler un coureur de jupons, se marie à trois reprises, et ce bien qu'il affirme souvent ne pas en avoir les moyens. En 1880, il épouse en premières noces Emilia Uggla, puis viendront Olga Wiberg et Greta Sjöberg. En plus de ces trois mariages, il a une longue relation avec Ellen Belfrage, avec qui il a un fils, et avec Kate Bang, qui partage les 20 dernières années de sa vie.

### Emilia Uggla

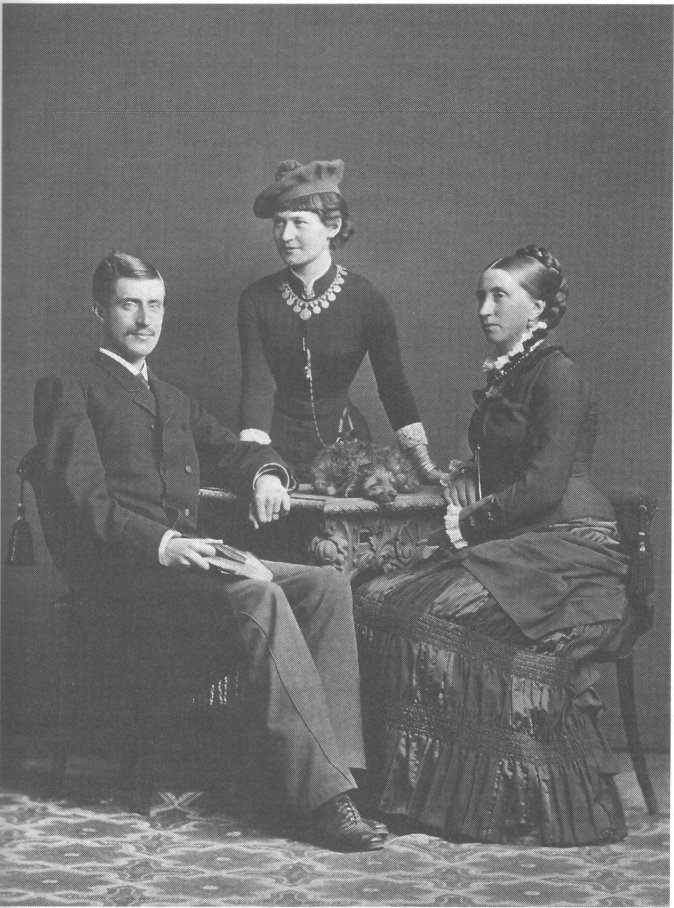
Heidenstam avec son épouse Emilia Uggla et sa mère Magda, photographiés à Christiania en 1882.

En 1864, la famille Heidenstam fait la connaissance de la famille Uggla lors de vacances à Marstrand. De retour de son séjour au Moyen-Orient en 1878, Heidenstam tombe fou amoureux d'Emilia Uggla (née en 1856 à Marstrand), qui vit alors à Stockholm. Au terme d'une cour intensive, Emilia rompt ses fiançailles avec un ingénieur, et annonce à ses parents qu'elle souhaite épouser Heidenstam. Ces derniers s'y opposent fortement. De son côté, Nils Gustaf von Heidenstam traite son fils de bon à rien immature. Les parents ayant finalement donné leur accord en août 1880, le mariage se tient au domicile des Heidenstam le 20 octobre.

### Ellen Belfrage
Après ses débuts, Heidenstam fréquente les salons littéraires de Stockholm. En mai 1888, il y fait la connaissance d'une jeune femme d'à peine 25 ans, Ellen Belfrage. Il tombe immédiatement amoureux, mais n'a guère l'occasion de la rencontrer en privé. Il lui fait parvenir un poème d'amour avant de partir à l'étranger avec sa femme Emilia. L'été suivant, il lui rend visite alors qu'elle se trouve au Danemark pour un cours de couture. Ils se rendent ensemble à l'hôtel. En avril 1890, ils se rencontrent une nouvelle fois lors d'un court séjour que Heidenstam effectue à Stockholm. Il faut ensuite attendre un an, et le mois de juillet 1891, pour qu'ils aient l'occasion de se revoir. Ellen Belfrage suit une formation de maîtresse de maison près d'Omberg lorsque Heidenstam lui rend visite.
Ellen tombe enceinte lors de cette dernière rencontre.  À l'automne 1891, elle se rend à Rouen en France, où elle donne naissance à un garçon, Nils Oluv, le 31 mars 1892. Heidenstam est toujours marié à Emilia Uggla, et n'envisage pas de s'installer avec sa maîtresse. Il s'engage néanmoins à lui verser une pension annuelle de 500 couronnes. Ellen Belfrage s'installe après quelque temps à Göteborg, où Nils grandit. Heidenstam obtient des nouvelles de son fils par le biais d'Ellen Key, mais il faut attendre 1909 pour que père et fils se rencontrent pour la première fois. Nils Oluv deviendra ingénieur et chercheur, et bénéficiera de l'aide financière de son père. Ellen ne se mariera jamais et décèdera en 1944. Nils Oluv, qui n'a pas eu d'enfant, est mort en 1984.

### Olga Wiberg

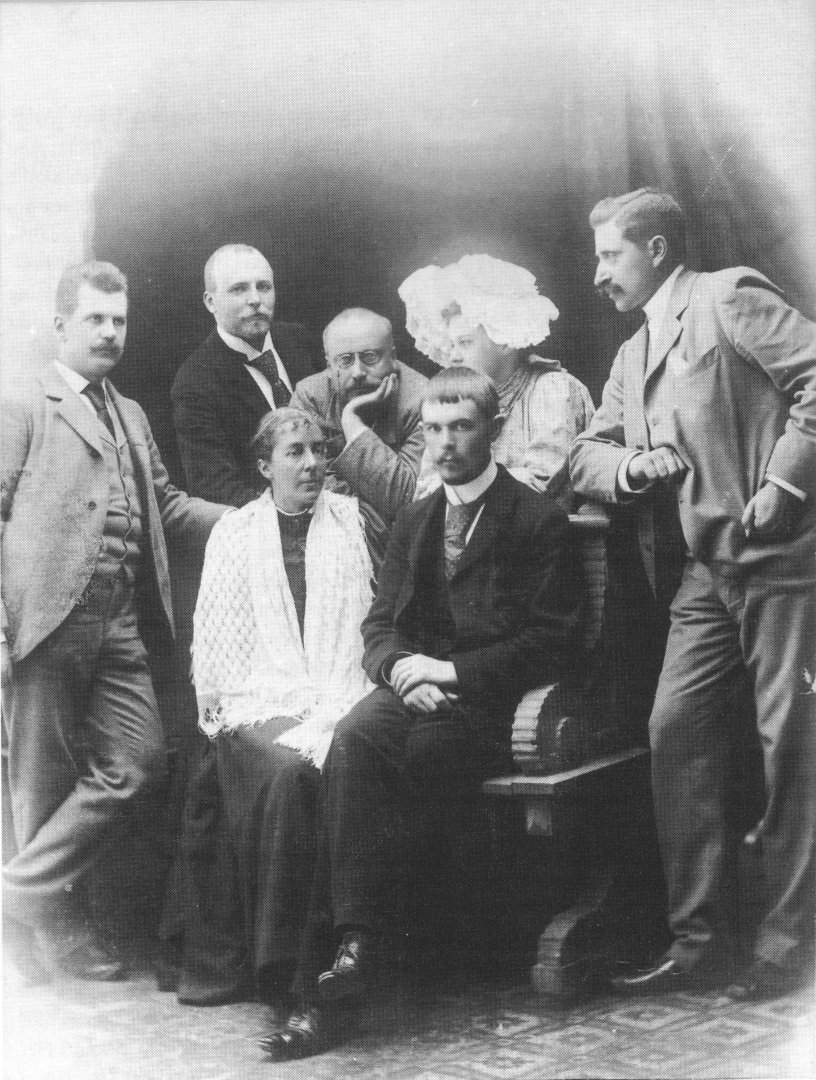
Après leur mariage sur l'île Blå Jungfrun, les époux et quelques invités sont photographiés à Oskarshamn. Debout de gauche à droite : le critique Edvard Alkman, le peintre Gustaf Ankarcrona, le poète Gustaf Fröding, Olga Wiberg et Heidenstam. Assis : Cecilia Fröding et l'artiste Albert Engström.

En octobre 1893, Heidenstam divorce de sa première femme Emilia. Pendant l'été de cette même année, il a entamé une relation avec Olga Mathilda Wiberg (née à Göteborg en 1874). Il vit alors seul à Sandhamn, où il compte parmi ses voisins la famille Wiberg, dont le père est directeur de prison. Heidenstam et Olga se rencontrent en cachette en différents lieux et, une fois Heidenstam retourné à Stockholm en automne, ils continuent à se voir plus ou moins ouvertement. En octobre, le divorce de Heidenstam et d'Emilia est officiellement prononcé. L'écrivain affirme toutefois, dans une lettre à son ami Oscar Levertin, qu'un nouveau mariage est hors de question, car ses finances ne le permettent pas.
Heidenstam et Olga Wiberg voyagent ensemble à plusieurs reprises. Les premières années de vie commune sont marquées par une passion intense. Heidenstam consacre plusieurs poèmes de son deuxième recueil Dikter à sa nouvelle muse. Avant de s'attaquer à l'écriture des Carolins, il part en voyage d'étude accompagné d'Olga et d'une chaperonne, Signe Hansen, future épouse du banquier Ernest Thiel. Ensemble, ils se rendent en Italie, puis à Bendery dans l'Empire ottoman, et enfin à Poltava, Moscou et Saint-Pétersbourg. C'est Ernest Thiel qui finance le voyage. Heidenstam lui envoie télégramme sur télégramme pour réclamer toujours plus d'argent, qu'il dépense en meubles et bijoux.
Après leur retour en Suède, Heidenstam n'est toujours pas disposé à se marier avec Olga. Il souhaite se préserver d'un futur divorce qui pourrait lui coûter au moins vingt mille couronnes. Mais Olga souffre des rumeurs qui courent sur leur relation. Ernest Thiel intervient une nouvelle fois en donnant vingt-cinq mille couronnes à Heidenstam à l'occasion de l'anniversaire d'Olga. Il n'y a dès lors plus d'obstacle à leur union. Les noces, qui sont parmi les plus célébrées de l'époque, ont lieu le 28 juillet 1896 sur l'île Blå Jungfrun dans le détroit de Kalmar. Tous les amis de Heidenstam sont présents : le poète Gustaf Fröding, les écrivains Birger Mörner et Per Hallström, les journalistes Edvard Alkman et Karl Wåhlin, le critique de théâtre Pehr Staaff, les artistes Albert Engström, J.A.G. Acke et Gustaf Ankarcrona. Après la cérémonie, tous les hôtes se revêtent d'une toge et d'une couronne de laurier. Fröding porte un toast à Heidenstam qu'il qualifie de « plus grand poète suédois contemporain ». Heidenstam lui répond en le qualifiant de « poète suédois le plus populaire ».
Les années suivantes, Heidenstam et Olga résident dans différents châteaux et manoirs tout autour de la Suède. Cette période reste la plus prolifique pour l'écrivain, qui publie Poèmes (Dikter), Les Carolins (Karolinerna), Saint Göran et le dragon (Sankt Göran och draken), Le Pèlerinage de Sainte Brigitte (Heliga Birgittas pilgrimsfärd), Un peuple (Ett folk) et Le Bruissement de la forêt (Skogen susar). Le couple fait partie de la scène mondaine de Stockholm et Heidenstam s'engage dans des clubs et associations d'inspiration libérale. En juillet 1899, il se porte acquéreur d'une magnifique villa de style italien dans le quartier de Djursholm à Stockholm (située aujourd'hui rue Björkebergavägen). Il y réside avec Olga pendant deux ans, mais en 1901 le couple est traversé par une crise qui laisse Heidenstam profondément blessé — il a vraisemblablement suspecté Olga d'avoir une relation avec un autre homme. Il écrit une pièce, Le Rouet (Spinnrocken), qui s'inspire de ces événements, mais son éditeur Karl Otto Bonnier refuse de la publier.
Au printemps 1902, Heidenstam vit seul dans la villa de Djursholm. En avril 1903, le couple divorce. Olga se remarie ensuite au Danemark et semble ne plus avoir jamais eu de contact avec l'écrivain. Elle décède en 1951 à l'âge de 77 ans.

### Greta Sjöberg

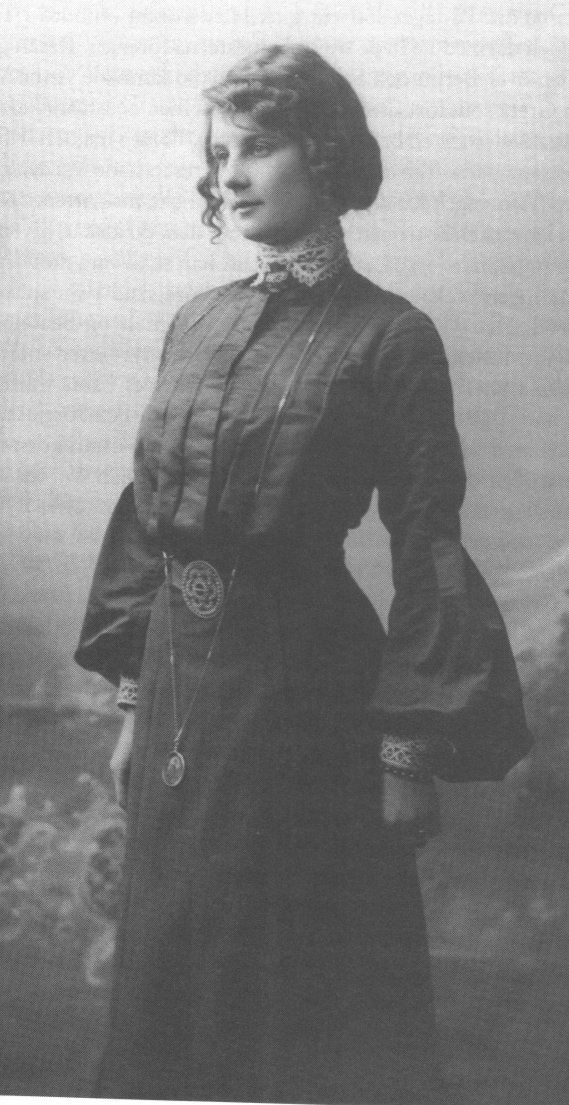
Greta Sjöberg vers 1903.

À Djursholm, Heidenstam compte parmi ses voisins le vétérinaire de bataillon Otto Sjöberg, sa femme et ses trois filles. Il succombe au charme de l'ainée, Margareta ("Greta" est un diminutif). Un jour du printemps 1902, alors que les trois sœurs lui rendent visite à son domicile, il parvient à voler un baiser à Greta, qui n'a alors que 16 ans. D'après Karin Österling, fille de Greta Sjöberg et auteur d'une biographie publiée en 1989, un autre événement se produit ce même printemps lorsque Greta retourne seule à la villa de Heidenstam : "Verner la déniaise sur la peau d'ours polaire". Pendant l'été, Heidenstam envoie de nombreuses lettres et cartes postales à Greta, qui suit des cours au Småland pour sa confirmation. À l'automne, Greta obtient la permission de se rendre sans chaperonne à des leçons de piano. Elle en profite pour rencontrer son amant en cachette. Le stratagème est toutefois vite découvert, et Otto Sjöberg exige de Heidenstam qu'il épouse sa fille. Le 12 octobre 1903, Heidenstam, qui a alors 44 ans, épouse en troisièmes noces Greta Sjöberg, de 27 ans sa cadette.
Au début de l'année 1903, Heidenstam fait l'acquisition d'un vieux domaine, Naddö, situé à quelques kilomètres au sud de Vadstena. Le couple s'y installe après son mariage, et pendant que Heidenstam se consacre à l'écriture de Folke Filbyter puis de l'Héritage des Bjälbo (Bjälboarvet), Greta prend en charge l'aménagement du parc et du jardin. Au mois de septembre-octobre 1904, elle donne naissance à un garçon mort-né.
Greta s'occupe des tâches quotidiennes et du ménage. Dans le jardin, on trouve poules, chevaux, cochons, canards et arbres fruitiers dont il faut prendre soin. Les époux se rendent parfois à Paris ou à Stockholm, ou bien organisent des réceptions à Naddö. En 1906, une crise au sein du couple va profondément affecter Heidenstam. D'après Österling (1989), Greta reçoit la visite d'un amour de jeunesse, qui abuse d'elle dans une chambre d'hôtel de Vadstena. D'après Gedin (2006), les deux jeunes amants se seraient rendus à Christiania et y auraient pris une chambre à l'hôtel en se faisant passer pour mari et femme. Quoi qu'il en soit, Heidenstam prend très mal la chose, et décide immédiatement de divorcer. Une fois le divorce finalisé en juillet 1906, Greta reprend son nom de jeune fille. Pendant quelques semaines, elle vit dans une cabane sur le domaine de Naddö, mais Heidenstam finit par lui pardonner. La vie commune reprend, même si les ex-époux sont toujours divorcés. Heidenstam la présente longtemps comme sa gouvernante.
L'écrivain fait toujours preuve d'une jalousie extrême, et s'emporte dès que quelqu'un s'intéresse d'un peu trop près à la jeune femme. De plus en plus malheureuse, Greta tente de mettre fin à ses jours à au moins une occasion, comme l'attestent des lettres qui ont été conservées. D'après Gedin (2006), elle a une liaison avec un jardinier, ce qui entraine sa rupture définitive avec Heidenstam en 1916. Selon Österling (1989), c'est parce que l'écrivain a en janvier 1906 fait la connaissance de la danoise Kate Bang que le couple se sépare. Heidenstam consent à un arrangement généreux : lorsqu'il obtient le prix Nobel de littérature, il reverse la moitié du montant à Greta. Greta Sjöberg se remarie en 1916 avec l'écrivain Anders Österling. Elle décèdera en 1966.

### Kate Bang
En janvier 1916, Heidenstam séjourne en solitaire à la station thermale de Mösseberg près de Falköping. Il y fait la connaissance de Kate Bang, jeune danoise de 24 ans, mère de deux enfants. Heidenstam et Bang se découvrent de nombreux intérêts communs, et l'écrivain est rapidement très amoureux de la jeune femme. Kate Bang, dont le père est un homme d'affaires, est issue d'une famille aisée. Elle est mariée avec un avocat, Otto Bang, mais le couple est séparé. Lorsque la jeune femme retourne vivre au Danemark, les deux amants s'écrivent presque chaque jour.

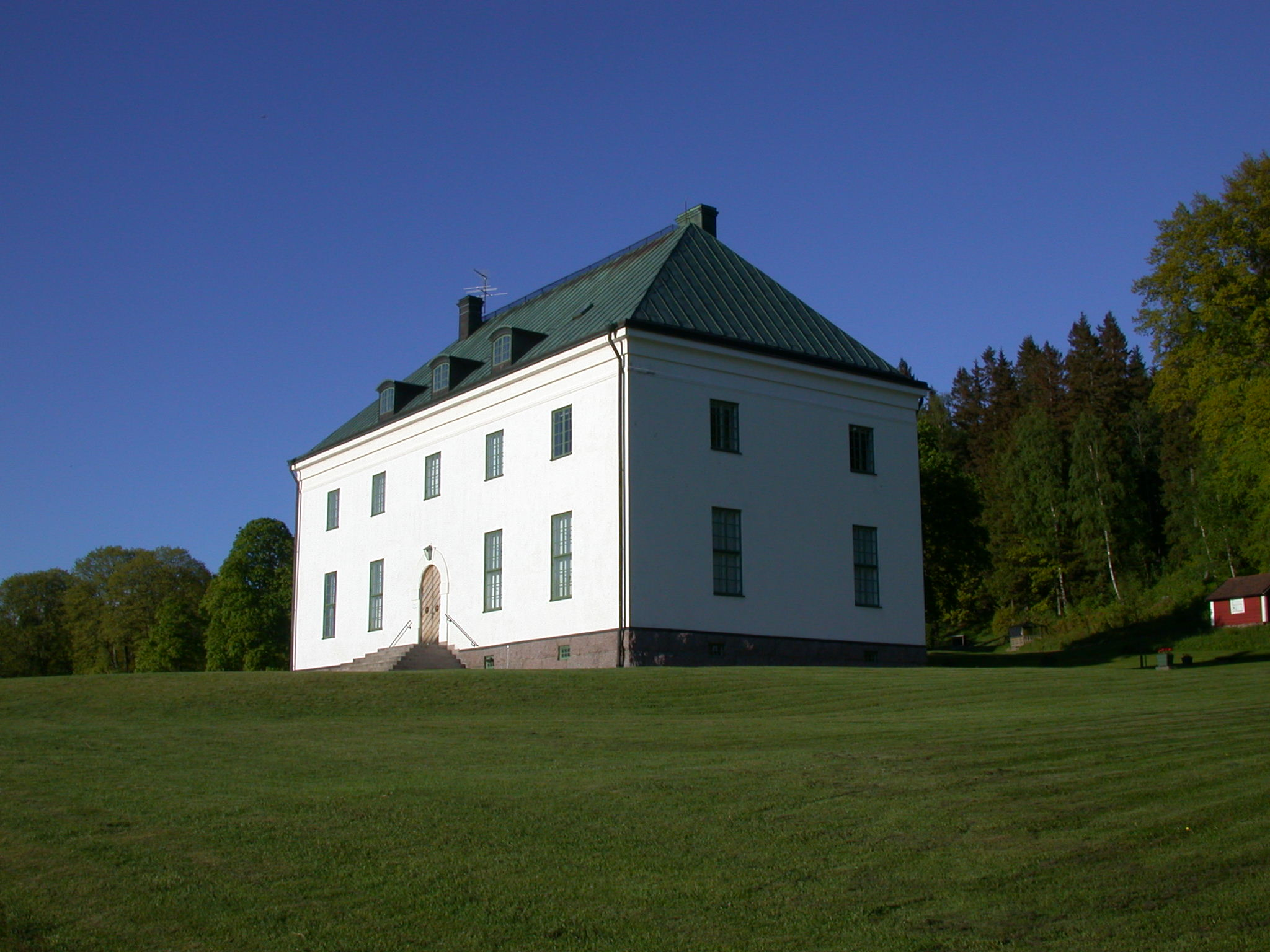
Övralid

En 1918, Heidenstam cède son domaine de Naddö au propriétaire terrien K.G. Hedmark. Heidenstam et Kate Bang passent l'été à Odinshøj près de Ålsgårde au Danemark, et l'hiver dans différents châteaux prêtés par des amis ou bien en voyage, par exemple en Italie ou sur la côte d'Azur. Kate divorce en 1917, mais pour des raisons variées, les deux amants se ne marieront jamais. Réticent à l'idée de s'installer définitivement en Suède, Heidenstam essaie d'acquérir Odinshøj, mais la propriété n'est pas à vendre. À l'automne 1923, il achète un domaine, Övralid (aujourd'hui situé dans la commune de Motala), non loin d'Olshammar où il est né. Il dessine lui-même les plans d'une maison qu'il y fait construire et dans laquelle il emménage en 1925 en compagnie de Kate et de ses deux garçons. De là, ils peuvent se rendre ensemble sur ces lieux qui lui sont chers, Tiveden et Olshammar.
À Övralid, Heidenstam dispose d'une bibliothèque et d'un cabinet de travail, mais il commence à souffrir de pannes d'écriture. Il essaie de rédiger ses mémoires mais abandonne après quelques chapitres, et pour l'essentiel ne compose plus que quelques poèmes. Son recueil posthume Derniers poèmes (Sista dikter) a été essentiellement écrit avant 1915.

## Radicalisme
Pendant la seconde moitié du XIXe siècle, un intérêt croissant pour la thématique nationale se répand en Europe. Ce mouvement atteint la Suède au cours des années 1890, et se manifeste principalement par un intérêt renouvelé pour la culture et la nature suédoises. L'association suédoise pour le tourisme (Svenska Turistföreningen) est fondée en 1885, le musée de plein air de Skansen ouvre ses portes à Stockholm en 1891, et le jour du drapeau (aujourd'hui  fête nationale) est célébré à partir de 1893. Au tournant du siècle, le sentiment nationaliste s'est répandu à l'ensemble de la société et est adoptés par tous les partis. Heidenstam lui-même s'en empare. Dans Renaissance (Renässans), son manifeste publié en 1899, il affirme que le naturalisme n'est pas compatible avec l'« esprit suédois », et si son premier recueil de poèmes était influencé par ses voyages à l'étranger, c'est par contre la Suède qui est au centre du second, Poèmes (Dikter), paru en 1895, qui s'ouvre sur un hommage à Tiveden, sa terre natale.
Heidenstam se pose en leader d'un programme patriotique ayant pour objectif d'influer sur la vie culturelle du pays. En 1893, il fait partie des membres fondateurs de la société des écrivains suédois (Sveriges författareföreningen). En 1895, il s'investit dans le projet de création d'un quotidien, « organe des classes cultivées, pour la connaissance et l'art ». Il estime qu'une place est à prendre pour un journal de qualité qui mettra en avant le sentiment national et dans lequel les « fin-de-siècle » pourront s'exprimer. Le projet se concrétise lorsque Signe Hansen obtient du banquier Ernest Thiel une somme de 100 000 couronnes pour le rachat d'un quotidien en difficulté, le Svenska Dagbladet. Le journal développant une ligne éditoriale différente de celle qu'il avait envisagée, l'enthousiasme de Heidenstam se transforme petit à petit en désenchantement.
En 1899, Heidenstam fait partie des fondateurs du « Club Libéral » (Frisinnade klubben). Il regroupe les libéraux de Stockholm et servira de base à la formation du Parti libéral de coalition (Liberala samlingspartiet) qui entre au gouvernement en 1905. À cette époque où les débats sont essentiellement axés sur la question du droit de vote, Heidenstam publie de nombreux articles où il prend la défense du suffrage universel.
Pour Heidenstam, tous les Suédois doivent être égaux devant le droit à la propriété. Il considère les inégalités sociales comme un frein à l'unité du pays. Le jour des élections parlementaires de 1899, il publie dans le Svenska Dagbladet une série de poèmes intitulée Un peuple (Ett folk). Le poème Suède (Sverige) sera mis en musique par Wilhelm Stenhammar en 1905 :
Suède, Suède, Suède mère patrie

Lieu de nos désirs

Notre foyer sur terre
Cette chanson est aujourd'hui bien connue de tous les Suédois, même si l'ambition de Stenhammar d'en faire l'hymne national n'a pas abouti. Le troisième poème, Chant citoyen (Medborgarsång) est plus engagé politiquement. Heidenstam y écrit au sujet du droit de vote :
C'est une honte, c'est une tache sur notre drapeau,

que la citoyenneté s'appelle aussi argent.
En 1905, Heidenstam participe également au débat sur l'indépendance de la Norvège, sous contrôle suédois depuis 1814. Le 7 juin, le Parlement norvégien (Storting) déclare l'indépendance. Le 18 juin, Heidenstam écrit dans le Svenska Dagbladet qu'il considère les Norvégiens comme des exemples. Il donne ainsi un coup de pied aux forces conservatrices qui souhaitaient le maintien de l'union. À l'automne de la même année, il tient un discours devant les étudiants de Lund dans lequel il rejette la domination suédoise sur ses voisins, tout en glorifiant la Suède pour son pacifisme et sa retenue lors de l'accession de la Norvège à l'indépendance. Dans les années qui suivent, il tient de nombreux discours à destination des étudiants et des organisations de la jeunesse. Il y incite les jeunes à prendre en main la transformation de la Suède sur la voie du progrès.

## Opinions politiques ultérieures
Pendant les années qui suivent le tournant du siècle, Heidenstam cultive l'image d'un homme se situant au-dessus des clivages de classes et d'intérêts, et des conflits politiques. Cependant, après la grande grève d'août 1909, et les attaques de Strindberg dans les années 1910 et 1911, il est poussé vers une position plus paternaliste et conservatrice. La foi en un projet démocratique commun cède la place à la vénération du passé et de la hiérarchie. Dans sa réponse aux attaques de Strindberg, Heidenstam qualifie son rival, et le mouvement ouvrier tout entier, de forces de la « philosophie prolétarienne » qui, selon lui, reposent sur la jalousie et sur la haine de la culture, de la raison et de la justice. En 1911 il publie le pamphlet Déclin et chute de la philosophie prolétarienne, une réponse amère et ironique à Strindberg. C'est toutefois Strindberg qui sort vainqueur du conflit.
Les années qui suivent voient s'accroitre les tensions autour des questions militaires, des espions russes, du droit de vote et de la démocratie. Ces tensions atteignent leur point culminant avec le discours de Borggård au début de l'année 1914. Dans ce discours, le roi Gustave V tente, avec le soutien des forces conservatrices, de renforcer son pouvoir face au parlement et au courant démocrate. Heidenstam, considéré par de nombreux conservateurs comme un prophète national, est alors un élément central de la sphère royale. Même si le discours de Borggård a vraisemblablement été écrit par Sven Hedin et par le lieutenant Carl Bennedich, Jan Olof Olsson remarque que c'est Heidenstam qui en a donné le ton, en faisant du roi un héros rassembleur guidant le peuple à travers les soubresauts de l'Histoire.
Son poème L'Appel et la Promesse (Åkallan och löfte) est souvent interprété à l'époque comme un appel à la guerre. Après un siècle d'une paix qui a plongé le pays dans la léthargie, un nouveau conflit serait l'occasion d'éradiquer au sein du peuple suédois la petitesse et les conflits d'intérêts. C'est le moment de tout tenter, et peut-être de tout sacrifier dans une catastrophe telle qu'à Poltava. Si gloire et défaite semblent se bousculer dans l'esprit de Heidenstam en 1914, la plupart des royalistes songent avant tout aux opportunités qui découleraient d'une guerre victorieuse contre la Russie. Le moment serait alors propice pour s'attaquer aux forces qui menacent le pays de l'intérieur, à savoir le mouvement prolétarien,.
L'impulsion née des Carolins et des propos de plus en plus critiques de Heidenstam sur le mouvement ouvrier conduit non seulement au discours de Borggård, mais aussi à une idéologie qui, lorsque la guerre ravage l'Europe, dérive parfois sur un activisme pro-allemand et sur des appels directs à une dictature monarchique. Heidenstam se refuse pourtant à aller jusqu'au bout de cette démarche. Dans un article intitulé La Guerre en devinettes (Krigets gåta) publié début 1915, il s'attarde moins sur le charme et la gloire de la guerre que sur les destructions causées aux traditions et au patrimoine. Plus actif sur le plan de l'activisme pro-allemand et de la concentration du pouvoir monarchique, Fredrik Böök, qui croit alors à une renaissance nationale, déplorera, dans une biographie écrite trente ans plus tard, la prudence de Heidenstam.
À partir de la première guerre mondiale, et particulièrement après 1920, nombre de propos prêtés à Heidenstam indiquent qu'il se situait résolument sur l'aile conservatrice de la scène politique. Pendant la guerre, il soutient les empires centraux, et la défaite de l'Allemagne l'affecte durement. Après la guerre, il exprime dans de nombreuses lettres sa peur du bolchevisme et des ambitions de conquête des révolutionnaires russes. Dans une lettre qu'il adresse à Sven Hedin en 1921, il fait un lien entre bolchevisme et judaïsme, et tient des propos qu'il convient de qualifier d'antisémites : « On peut s'interroger. Qu'est-ce que ces Asiatiques ont de commun avec nous ? L'air d'Europe serait plus respirable si l'on s'en débarrassait ». Les propos antisémites prêtés à Heidenstam sont toutefois relativement peu nombreux. Il fait preuve d'une grande admiration pour Benito Mussolini, mais il n'est pas clairement établi que cette admiration s'étendait à l'idéologie fasciste.
En avril 1933, il accorde une interview au quotidien allemand Der Tag dans laquelle il s'exprime favorablement sur les changements politiques qui viennent de secouer l'Allemagne : « J'ai toujours su que le temps de l'Allemagne allait venir, et je salue le réveil de ce pays ». Dans une autre interview, publiée par le quotidien Berliner Lokalanzeiger, il déclare : « Grâce à son combat victorieux contre le bolchevisme, la nouvelle Allemagne a endigué la vague communiste en Europe et a ainsi — je l'espère — sauvé la civilisation européenne ». En Allemagne, Heidenstam est un écrivain célébré. Il fait partie des lauréats de la médaille Goethe pour l'art et la science en 1932, et il est nommé docteur honoris causa de l'université de Heidelberg en 1936. Rudolf Hess, le bras droit d'Hitler, visite Övralid en 1935.

## Maladie et mort
Au début des années 1930, Heidenstam commence à montrer des signes de démence. Il se montre extrêmement méfiant, cède à de brusques accès de colère, et a des difficultés à trouver ses mots. Après son 75e anniversaire en 1934, son état se détériore encore : il souffre d'angoisse et d'hallucinations. Il a besoin d'assistance pour les tâches quotidiennes, ne peut plus écrire de lettres ou même dire l'heure qu'il est. Il décède à Övralid le 20 mai 1940 à 3 h 50.
Il est enterré à Övralid. C'est l'évêque Tor Andræ qui dirige les obsèques. Avant de sombrer dans la démence, Heidenstam a eu le temps de préparer ses obsèques. Il souhaite reposer sous un rocher situé près d'un bois au sud-ouest de la propriété. Mais son exécuteur testamentaire, l'archéologue Otto Frödin, décide d'un autre emplacement. Frödin fait également transférer à Övralid les cendres de la mère de Heidenstam, qui avait pourtant toujours souhaité être enterrée au cimetière du nord (Norra begravningsplatsen) de Stockholm. La première épouse de Heidenstam, Emilia Uggla, décédée en 1938, repose également à Övralid.

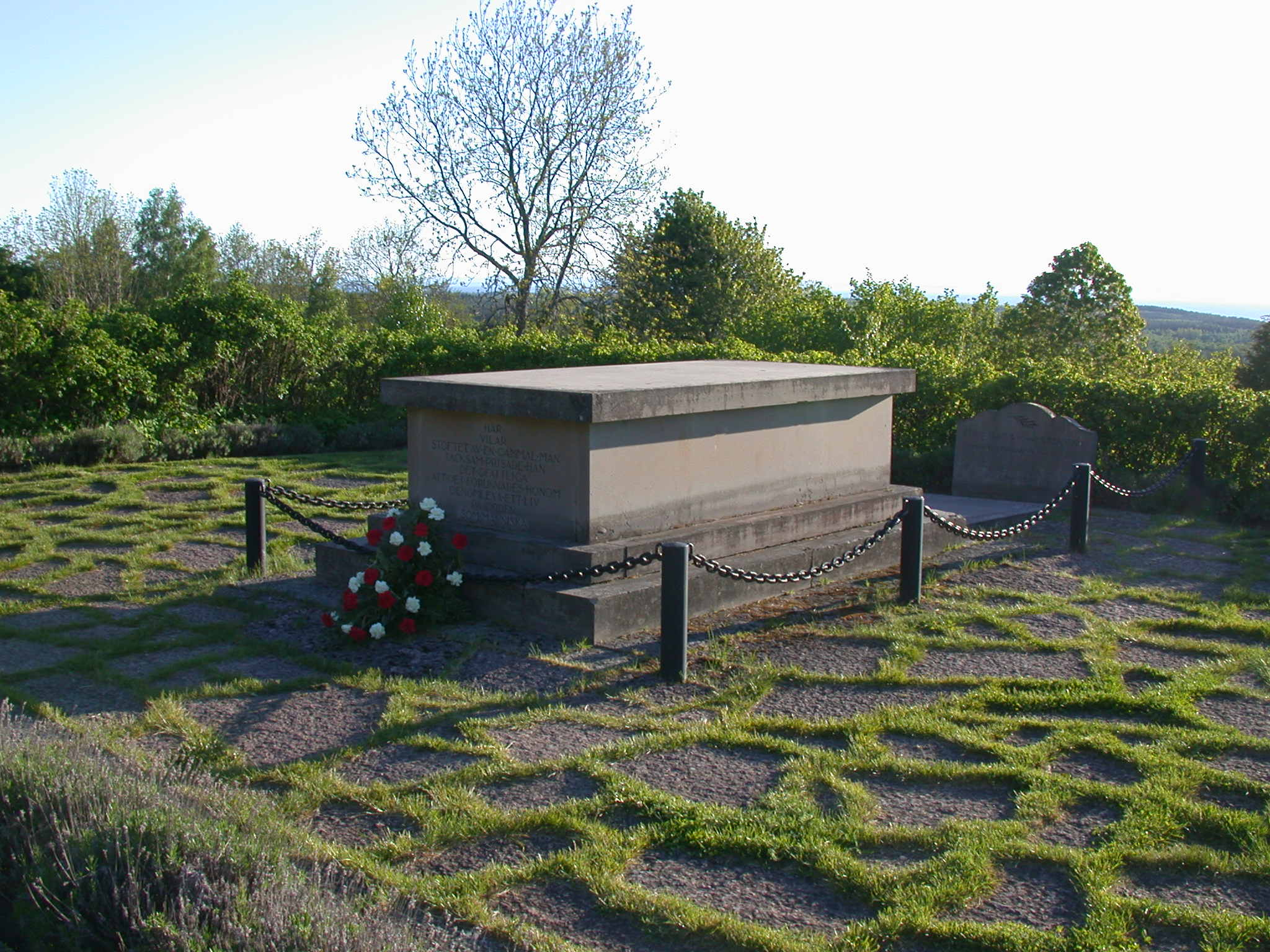
La tombe de Heidenstam, sur une terrasse à Övralid.

À sa mort, Heidenstam laisse derrière lui une fortune estimée à 450000 couronnes. Son testament, daté de 1933, stipule clairement qu'Övralid doit revenir à Kate Bang. Mais c'est sans compter sur l'entourage de l'écrivain, qui se compose dans les dernières années de sa vie de quelques personnes, parmi lesquelles l'explorateur Sven Hedin et ses sœurs, l'archéologue Otto Frödin, la comtesse Fanny Wiliamowitz et Alice Trolle, épouse du gouverneur Eric Trolle. Selon Gedin (2006), ces personnes se rendent coupable d'une malversation pour déshériter Kate Bang et transformer Övralid en un monument à la mémoire de Heidenstam. À l'été 1937, alors qu'elle se trouve au Danemark, Kate Bang reçoit une lettre de Heidenstam qui met un terme à leur relation. Le contenu et la composition de cette lettre montre qu'elle ne peut pas avoir été écrite par l'écrivain. Lorsque Bang essaie de retourner à Övralid, Heidenstam est absent. Dans le même temps, Frödin obtient de l'écrivain qu'il modifie son testament au profit d'une fondation. Ce dernier testament est daté d'octobre 1937 — époque à laquelle Heidenstam est incapable de comprendre les conséquences de ses actes. Deux mois plus tôt, l'historien littéraire Fredrik Böök, en visite à Övralid, avait échoué ne serait-ce qu'à engager une conversation avec lui.
Après le décès de Heidenstam, ses possessions sont prises en charge par deux exécuteurs testamentaires : Otto Frödin lui-même et un de ses amis, Alvar Elmström. Les deux hommes peuvent donc disposer légalement de l'héritage. Lorsque la fondation est créée en 1941, l'idée est que Sven Hedin en devienne le président, mais il est frappé par la limite d'âge de 75 ans, et c'est finalement Fredrik Böök qui prend la place. Böök comprend rapidement qu'un conflit oppose Kate Bang et Frödin. Il découvre aussi que Frödin a abusé de sa qualité d'exécuteur testamentaire pour son propre profit, et qu'il a engagé un détective privé dans l'optique de salir Bang. Frödin est écarté du poste de secrétaire de la fondation, mais continue néanmoins à siéger au comité de direction. Les années qui suivent sont marquées par d'incessants conflits. Un prix littéraire, le prix Övralid (Övralidspriset) est néanmoins créé en 1945 conformément au vœu de Heidenstam. Il est depuis décerné chaque année le 6 juillet, date anniversaire de la naissance de l'écrivain. Le premier lauréat, en 1945, est Bertil Malmberg. Parmi les autres lauréats, on peut citer notamment les futurs prix Nobel Harry Martinson en 1949, Eyvind Johnson en 1967 et Tomas Tranströmer en 1975.
Böök entreprend également l'étude des manuscrits laissé par Heidenstam. En 1941, il fait publier les mémoires de l'écrivain, Quand les châtaigniers étaient en fleurs (När kastanjerna blommade) ainsi qu'un recueil d'aphorismes, Pensées et esquisses (Tankar och utkast). En 1942, c'est le tour des Derniers Poèmes (Sista dikter) et d'une intégrale en 23 volumes. Böök écrit également une biographie de l'écrivain, tandis que Kate Bang publie un recueil de souvenirs. Une partie de l'œuvre épistolaire de l'écrivain est rendue publique. Cette correspondance, adressée à des écrivains, des artistes, des amis, à ses épouses et à des hommes politiques, fait preuve, à l'instar de celle de Strindberg, d'un style vif et éclatant, et n'a pendant longtemps été accessible qu'aux seuls historiens.

## Œuvres (sélection)
- 1888 : Années de pèlerinage et de vagabondage (Vallfart och vandringsår)
- 1889 : Endymion
- 1889 : Renaissance (Renässans)
- 1890 : Le Mariage de Pépita (Pepitas bröllop)
- 1892 : Hans Alienus
- 1895 : Poèmes (Dikter)
- 1897 : Les Carolins (Karolinerna)
- 1901 : Le Pèlerinage de Sainte Brigitte (Heliga Birgittas pilgrimsfärd)
- 1905 : Folke Filbyter
- 1907 : L'Héritage des Bjälbo (Bjälboarvet)
- 1908 : Les suédois et leurs chefs (Svenskarna och deras hövdingar)
- 1915 : Nouveaux Poèmes (Nya dikter)
- 1941 : Quand les châtaigniers étaient en fleur (När kastanjerna blommade)